# 三嶋大社のお田打

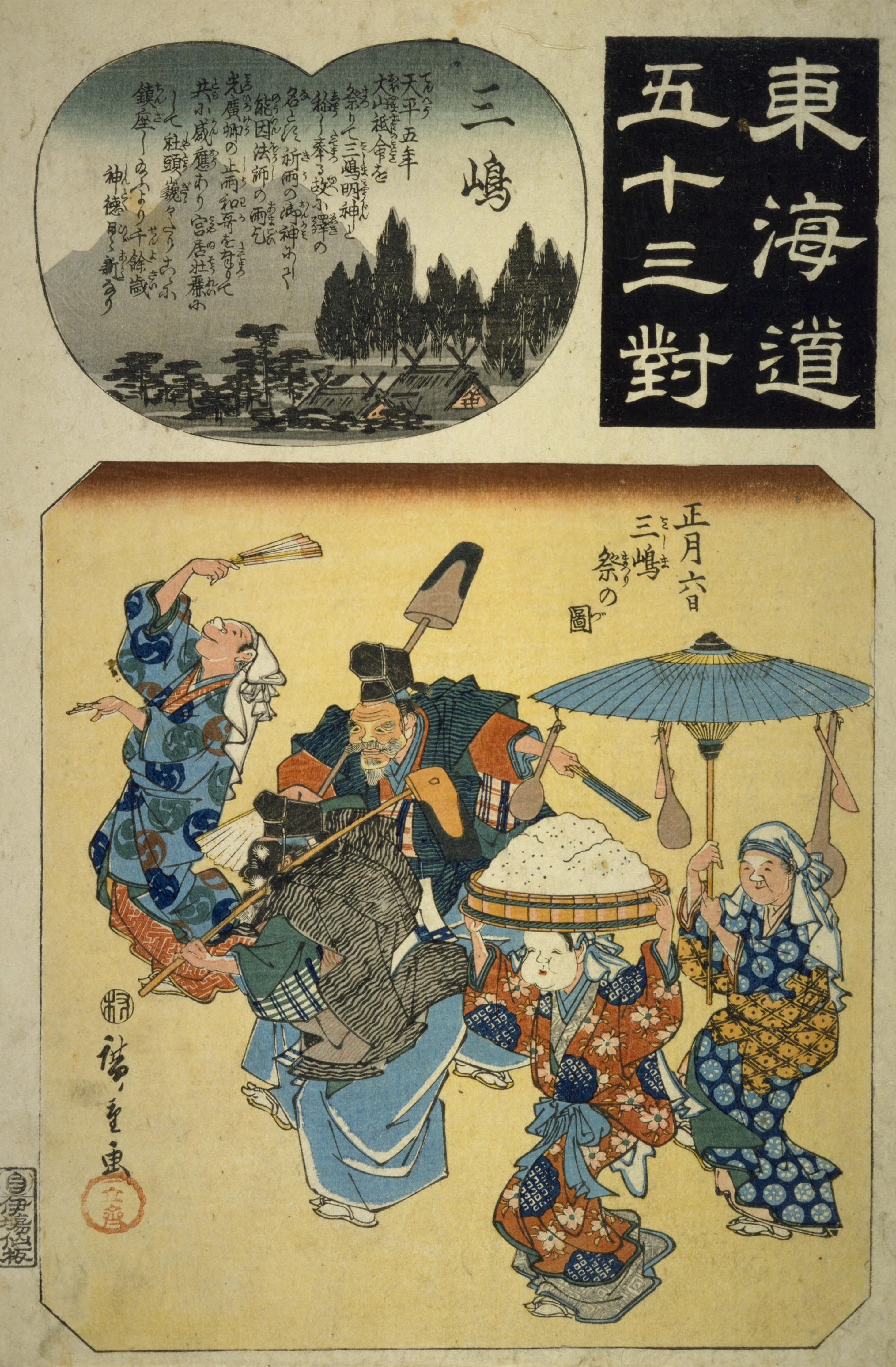
廣重画「東海道五十三對 三嶋」『正月六日 三嶋祭の圖』

三嶋大社のお田打（みしまたいしゃのおたうち）は、静岡県三島市の三嶋大社に伝わる民俗芸能の田楽（田遊び）である。1972年（昭和47年）に静岡県の無形文化財に指定された。

## 概要
この「お田打」は「田祭」ともよばれ、年頭に稲作の過程を模擬的に演じて五穀豊穣を祈願する予祝神事であり、室町時代から伝わる民俗芸能である。かつては厳寒の時期の旧暦1月6日の深夜に伊豆国一宮三嶋大社の神前で演じられたと伝わるが、現在は毎年1月7日境内の舞殿で行われている。
舞殿中央に2畳分の真菰を敷きここを田に見立て、白い翁面の舅の「穂長」と、黒い面の婿の「福太郎」の対話と所作で、「田打」「苗代作り」「葦草敷き」「種蒔」「鳥追い」「雨ごい」などの演目が進められる｡ 主に「穂長」と「福太郎」の2人によって進められるが、「田打」の所作では牛役の子供が田に見立てられた真菰の周りを3回巡り最後に牛の鳴き声をまねる。また「雨ごい」では乱打する太鼓とともに、八乙女や諸役たちが傘をさし田の周囲を廻る所作を行い、雷鳴とともに稲の生育のため大切な恵みの雨が天から落ちてくることを象徴する。最後に、紅白の餅や種籾がまかれ神事は終了する。
内容は遠江国一宮小國神社の田遊びと同様であり、田植えまでの稲作過程に重点が置かれ、田植え後は省略されていることなどに特徴がありいわゆる御田植祭と同様である。